# 夏宗勤
夏宗勤（1930年—2011年12月4日），男，上海人，中国核医学家，曾任上海第二医科大学教授、博士生导师。